# Synegia
Synegia är ett släkte av fjärilar. Synegia ingår i familjen mätare.

## Dottertaxa tillSynegia, i alfabetisk ordning[1]
- Synegia aemula
- Synegia albibasis
- Synegia angusta
- Synegia asymbates
- Synegia atriplena
- Synegia botydaria
- Synegia camptogrammaria
- Synegia clathrata
- Synegia commaculata
- Synegia conflagrata
- Synegia cumulata
- Synegia decolorata
- Synegia divergens
- Synegia echmatica
- Synegia erythra
- Synegia esther
- Synegia eumeleata
- Synegia fasciata
- Synegia frenaria
- Synegia fulvata
- Synegia hadassa
- Synegia hormosticta
- Synegia ichinosawana
- Synegia imitaria
- Synegia incepta
- Synegia inconspicua
- Synegia limitata
- Synegia limitatoides
- Synegia lineata
- Synegia luteolata
- Synegia maculosata
- Synegia malayana
- Synegia medionubis
- Synegia medioxima
- Synegia melanospila
- Synegia minima
- Synegia neglecta
- Synegia nephelotis
- Synegia nigrellata
- Synegia nigritibiata
- Synegia obliquifasciata
- Synegia obrimaria
- Synegia obscura
- Synegia ocellata
- Synegia omissa
- Synegia orsinephes
- Synegia pallens
- Synegia phaiotaeniata
- Synegia plumbea
- Synegia polynesia
- Synegia potenza
- Synegia prospera
- Synegia punctinervis
- Synegia purpurascens
- Synegia rosearia
- Synegia saturata
- Synegia scutigera
- Synegia secunda
- Synegia semifascia
- Synegia semipectinata
- Synegia sericearia
- Synegia similis
- Synegia subomissa
- Synegia suffusa
- Synegia tephrospila
- Synegia tertia
- Synegia transgrisea
- Synegia unicolor
- Synegia uniformis
- Synegia varians
- Synegia wehrlii